# Heart of Wales Line
| \| \| \| Welsh Marches Line nach Shrewsbury \| \| \| \| \| Craven Arms \| \| \| \| \| nach Hereford \| \| \| \| \| Broome \| \| \| \| \| Hopton Heath \| \| \| \| \| Bucknell \| \| \| \| \| Knighton \| \| \| \| \| Grenze England - Wales \| \| \| \| \| Knucklas \| \| \| \| \| Knucklas-Viadukt \| \| \| \| \| \| \| \| \| \| Llangynllo \| \| \| \| \| Llanbister Road \| \| \| \| \| Dolau \| \| \| \| \| \| \| \| \| \| Pen-y-Bont \| \| \| \| \| Llandrindod \| \| \| \| \| Mid-Wales Railway nach Brecon \| \| \| \| \| Builth Road \| \| \| \| \| Mid-Wales Railway nach Welshpool \| \| \| \| \| \| \| \| \| \| Cilmeri \| \| \| \| \| Garth \| \| \| \| \| Llangammarch \| \| \| \| \| Llanwrtyd \| \| \| \| \| Sugar Loaf \| \| \| \| \| Cynghordy \| \| \| \| \| Llandovery \| \| \| \| \| Llanwrda \| \| \| \| \| Llangadog \| \| \| \| \| Llandeilo \| \| \| \| \| \| \| \| \| \| Ffairfach \| \| \| \| \| Carmarthen \| \| \| \| \| Llandybie \| \| \| \| \| Ammanford \| \| \| \| \| Amman Valley Railway \| \| \| \| \| GCG Colliery \| \| \| \| \| \| \| \| \| \| Pantyffynnon \| \| \| \| \| Pontarddulais \| \| \| \| \| \| \| \| \| \| Hendy Junction/Morlais Junction: Swansea District Line (Güterverkehr) \| \| \| \| \| Llangennech \| \| \| \| \| Bynea \| \| \| \| \| to Swansea \| \| \| \| \| Llanelli \| \| \| \| \| West Wales Line nach Carmarthen \| \| |  |                                                                       |                                                                       |
| |  | Welsh Marches Line nach Shrewsbury                                    |                                                                       |
| Haltepunkt / Haltestelle |  | Craven Arms                                                           | Craven Arms                                                           |
| Abzweig geradeaus und nach links |  | nach Hereford                                                         | nach Hereford                                                         |
| Haltepunkt / Haltestelle |  | Broome                                                                | Broome                                                                |
| Haltepunkt / Haltestelle |  | Hopton Heath                                                          | Hopton Heath                                                          |
| Haltepunkt / Haltestelle |  | Bucknell                                                              | Bucknell                                                              |
| Haltepunkt / Haltestelle |  | Knighton                                                              | Knighton                                                              |
| Grenze |  | Grenze England - Wales                                                | Grenze England - Wales                                                |
| Haltepunkt / Haltestelle |  | Knucklas                                                              | Knucklas                                                              |
| Brücke |  | Knucklas-Viadukt                                                      | Knucklas-Viadukt                                                      |
| Tunnel |  |                                                                       |                                                                       |
| Haltepunkt / Haltestelle |  | Llangynllo                                                            | Llangynllo                                                            |
| Haltepunkt / Haltestelle |  | Llanbister Road                                                       | Llanbister Road                                                       |
| Haltepunkt / Haltestelle |  | Dolau                                                                 | Dolau                                                                 |
| Tunnel |  |                                                                       |                                                                       |
| Haltepunkt / Haltestelle |  | Pen-y-Bont                                                            | Pen-y-Bont                                                            |
| Bahnhof |  | Llandrindod                                                           | Llandrindod                                                           |
| Strecke · Strecke von links (außer Betrieb) |  | Mid-Wales Railway nach Brecon                                         | Mid-Wales Railway nach Brecon                                         |
| Bahnhof · Bahnhof (Strecke außer Betrieb) |  | Builth Road                                                           | Builth Road                                                           |
| Abzweig quer und nach halblinks · Kreuzung geradeaus oben (Querstrecke außer Betrieb) · Strecke nach rechts (außer Betrieb) |  | Mid-Wales Railway nach Welshpool                                      | Mid-Wales Railway nach Welshpool                                      |
| Abzweig geradeaus und von halbrechts |  |                                                                       |                                                                       |
| Haltepunkt / Haltestelle |  | Cilmeri                                                               | Cilmeri                                                               |
| Haltepunkt / Haltestelle |  | Garth                                                                 | Garth                                                                 |
| Haltepunkt / Haltestelle |  | Llangammarch                                                          | Llangammarch                                                          |
| Haltepunkt / Haltestelle |  | Llanwrtyd                                                             | Llanwrtyd                                                             |
| Haltepunkt / Haltestelle |  | Sugar Loaf                                                            | Sugar Loaf                                                            |
| Haltepunkt / Haltestelle |  | Cynghordy                                                             | Cynghordy                                                             |
| Bahnhof |  | Llandovery                                                            | Llandovery                                                            |
| Haltepunkt / Haltestelle |  | Llanwrda                                                              | Llanwrda                                                              |
| Haltepunkt / Haltestelle |  | Llangadog                                                             | Llangadog                                                             |
| Haltepunkt / Haltestelle |  | Llandeilo                                                             | Llandeilo                                                             |
| Strecke von links (außer Betrieb) · Abzweig geradeaus und ehemals nach rechts |  |                                                                       |                                                                       |
| Strecke (außer Betrieb) · Haltepunkt / Haltestelle |  | Ffairfach                                                             | Ffairfach                                                             |
| Kopfbahnhof Strecke bis hier außer Betrieb · Strecke |  | Carmarthen                                                            | Carmarthen                                                            |
| Haltepunkt / Haltestelle |  | Llandybie                                                             | Llandybie                                                             |
| Haltepunkt / Haltestelle |  | Ammanford                                                             | Ammanford                                                             |
| Strecke · Strecke von links (außer Betrieb) |  | Amman Valley Railway                                                  | Amman Valley Railway                                                  |
| Strecke · Betriebs-/Güterbahnhof Strecke bis hier außer Betrieb |  | GCG Colliery                                                          | GCG Colliery                                                          |
| Abzweig geradeaus und von links · Strecke nach rechts |  |                                                                       |                                                                       |
| Haltepunkt / Haltestelle |  | Pantyffynnon                                                          | Pantyffynnon                                                          |
| Haltepunkt / Haltestelle |  | Pontarddulais                                                         | Pontarddulais                                                         |
| Brücke über Wasserlauf |  |                                                                       |                                                                       |
| Abzweig geradeaus, nach links und von links |  | Hendy Junction/Morlais Junction: Swansea District Line (Güterverkehr) | Hendy Junction/Morlais Junction: Swansea District Line (Güterverkehr) |
| Haltepunkt / Haltestelle |  | Llangennech                                                           | Llangennech                                                           |
| Haltepunkt / Haltestelle |  | Bynea                                                                 | Bynea                                                                 |
| Abzweig geradeaus und von links |  | to Swansea                                                            | to Swansea                                                            |
| Bahnhof |  | Llanelli                                                              | Llanelli                                                              |
| |  | West Wales Line nach Carmarthen                                       |                                                                       |

Die Heart of Wales Line (walisisch: Rheilffordd Calon Cymru) ist eine Eisenbahnstrecke, die von Craven Arms in Shropshire nach Llanelli in Südwales verläuft. Wie der Name andeutet, verläuft sie durch das Herzstück von Wales. An der Strecke liegen einige ländliche Zentren, darunter einige früher renommierte Heilbäder wie Llandrindod Wells. Im Bahnhof Builth Road, 3,3 km von der Stadt Builth Wells entfernt, kreuzte die Strecke früher die ehemalige Mid-Wales Railway, die in den 1960er-Jahren stillgelegt wurde.

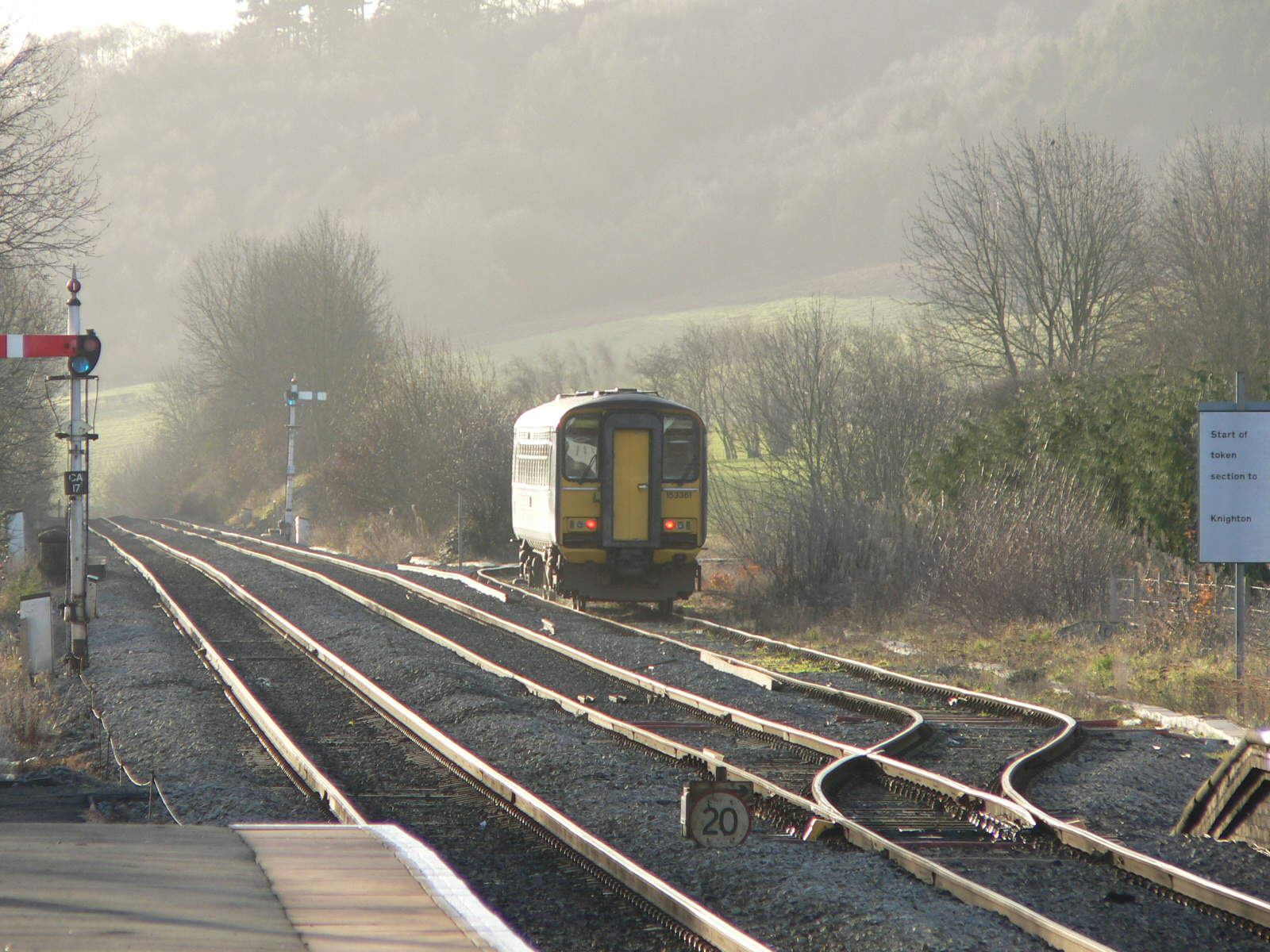
Station in Craven Arms

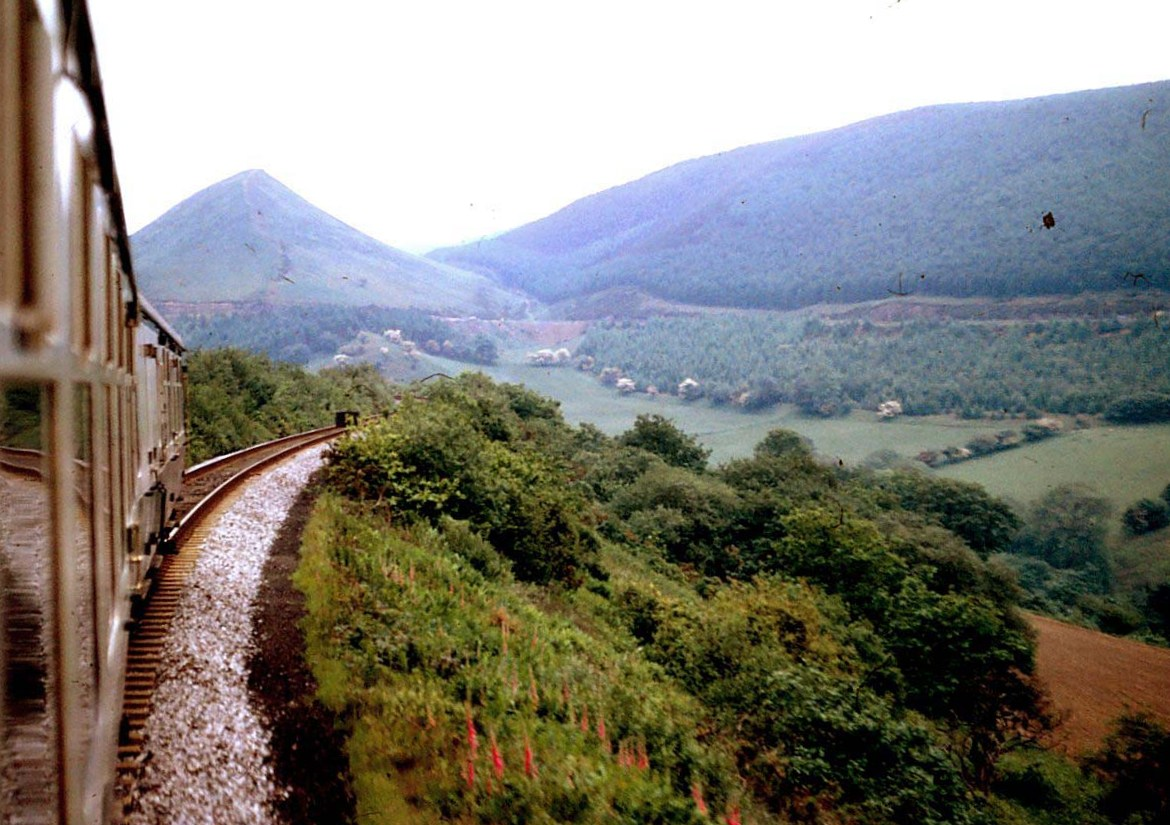
Strecke bei Sugar Loaf

Die Strecke wurde in mehreren Abschnitten zwischen 1861 und 1868 von verschiedenen Eisenbahngesellschaften eröffnet, hinter denen jeweils die London and North Western Railway stand. Im Rahmen der so genannten Beeching-Axt von 1962 war die Strecke zur Schließung vorgesehen. Dass sie dennoch erhalten blieb, lag zum einen daran, dass sie nennenswerten Güterverkehr unter anderem zu den Stahlwerken in Bynea aufwies. Zum anderen verlief sie durch sechs Wahlkreise, die zwischen den beiden britischen Parteien umkämpft waren, so dass die Labour-Regierung von Harold Wilson sie von der Stilllegung ausnahm. Heute findet Güterverkehr auf der Strecke nur noch statt, wenn andere Strecken gesperrt sind.
Die Strecke ist komplett eingleisig, abgesehen von einem kurzen Abschnitt am südlichen Ende, der gemeinsam mit der Swansea District Line genutzt wird. Kreuzungsmöglichkeiten gibt es in Llandeilo, Llandovery, Llanwrtyd, Llandrindod und Knighton. Nachdem zwei Jahre lang nur zwei der Kreuzungsgleise in Betrieb waren und die anderen drei als Ersatzteilspender dienten, wurden bis Oktober 2010 alle fünf modernisiert und wieder in Betrieb genommen.
Im Jahr 1987 gab es auf der Strecke in der Nähe von Llandeilo ein Zugunglück, als die Glanrhyd Bridge nach starkem Hochwasser einstürzte und ein morgendlicher Zug Richtung Norden in den River Towy stürzte. Vier Menschen kamen bei der Katastrophe ums Leben. Die Zukunft der Strecke war daraufhin unsicher, aber politische Kräfte aller Lager setzten sich für ihren Fortbestand ein.
Heute verkehren auf der Strecke fünf Zugpaare von montags bis samstags und zwei an Sonntagen. Eingesetzt werden Dieseltriebwagen der Baureihen 150 und 153 (Sprinter), wobei letztere wegen ihrer Unzuverlässigkeit, engen Platzverhältnissen und schlechter Aussicht kritisiert werden. Die Strecke weist zurzeit mit einer Reisezeit von über 4 Stunden die längsten Zugläufe dieser beiden Baureihen auf.